# Partido di Avellaneda
Il partido di Avellaneda è un dipartimento (partido) dell'Argentina facente parte della Provincia di Buenos Aires. Il capoluogo è Avellaneda. Si tratta di uno dei 24 partidos che compongono la cosiddetta "Grande Buenos Aires".

## Geografia antropica

### Suddivisioni amministrative
Il partido di Avellaneda è composto da 9 località:
| Località                        | Popolazione (2001) |
| ------------------------------- | ------------------ |
| Area Reserva Cinturón Ecológico | 3 408              |
| Avellaneda                      | 24 313             |
| Crucesita                       | 21 836             |
| Dock Sud                        | 35 897             |
| Gerli                           | 31 090             |
| Piñeyro                         | 26 979             |
| Sarandí                         | 60 752             |
| Villa Domínico                  | 58 824             |
| Wilde                           | 65 881             |